# 倭城

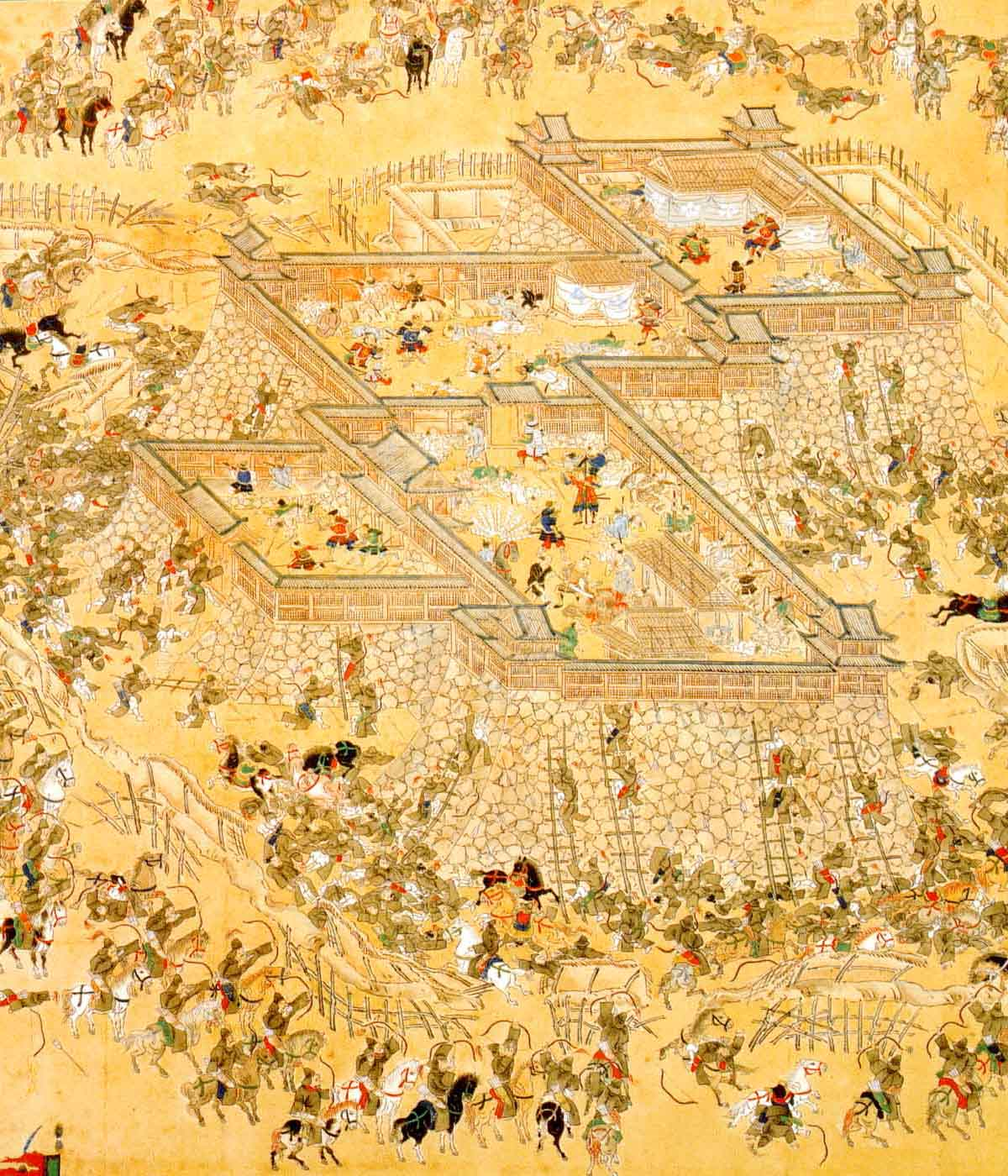
蔚山城戰鬪

倭城 是1592年至1598年期間於壬辰倭亂及丁酉再亂期間所建的日式城堡，相對於韓式的城堡，著重於防禦力，一般作軍事用途。
現時韓國政府不主動修繕城堡，不少石垣長滿了雜草；就算是修繕的城池，日式城堡的石垣本來就是傾斜設計，但是卻以垂直作修補，這點為韓方所誤解。

## 图片

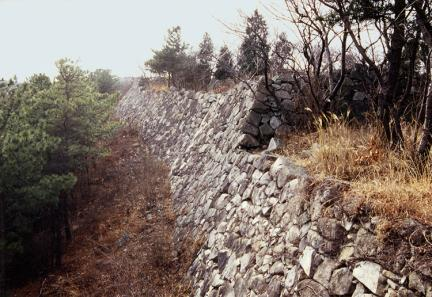
西生浦倭城
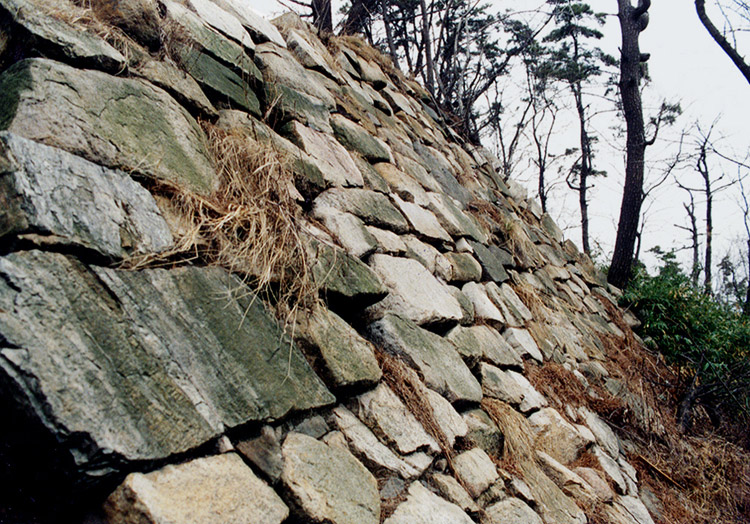
蔚山倭城
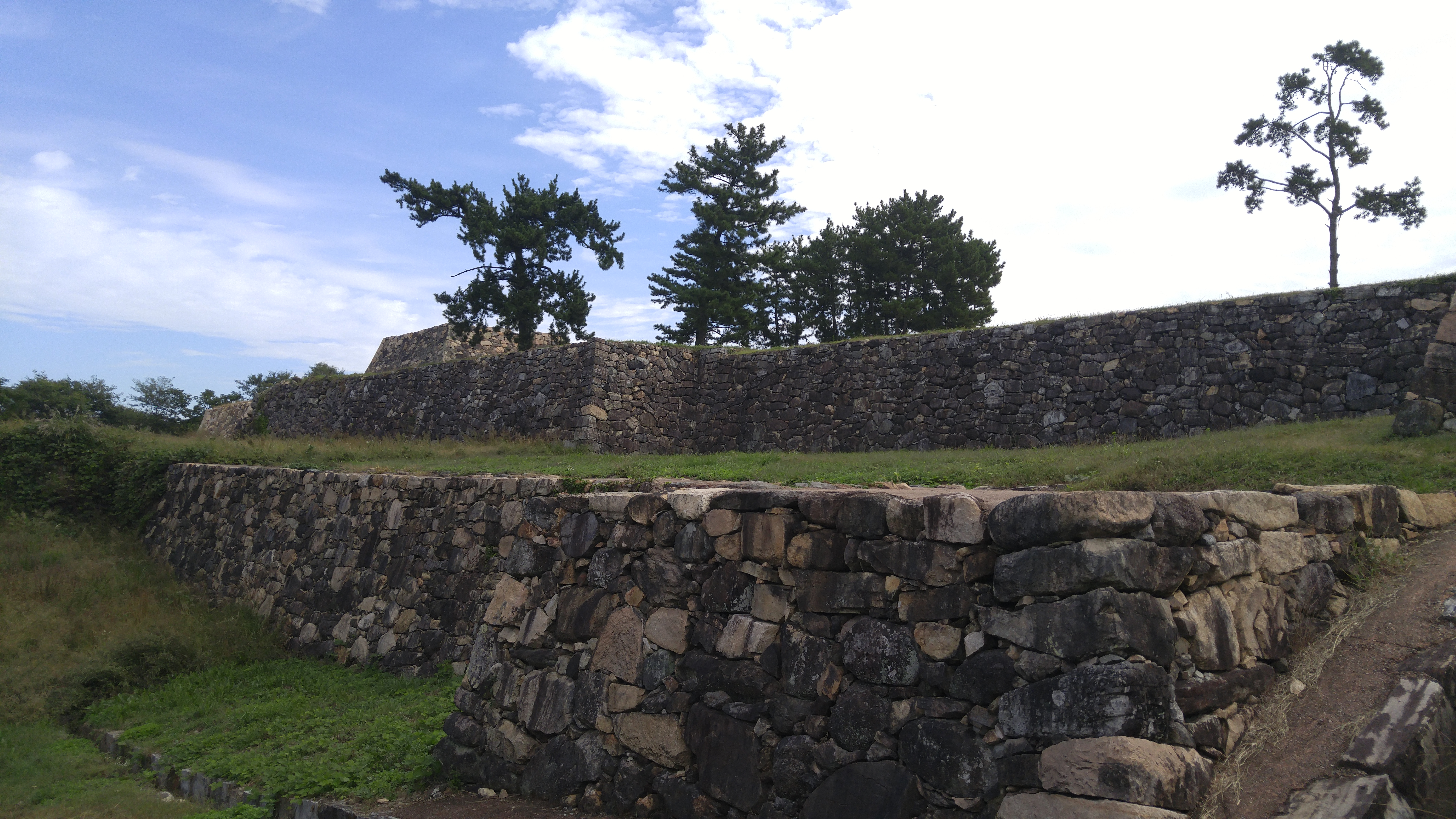
順天倭城